# Kwareli
Kwareli (ყვარელი) – miasto w Gruzji, w Kachetii. Położona w dolinie Alazani, u podnóża Wielkiego Kaukazu, była miejscem narodzin gruzińskiego pisarza Ilii Czawczawadze, którego parterowy dom zachował się jako miejscowe muzeum. W 2014 roku liczyło 7739 mieszkańców.
Obszar ten znajduje się w centrum regionu winiarskiego Kachetia, a samo miasto słynie z wina Kindzmarauli, półsłodkiego czerwonego wina.

## Znani ludzie
- Ilia Czawczawadze — pisarz, poeta.
- Kote Mardżaniszwili — gruziński reżyser teatralny.